# Михай Раковица
Михай или Михаил Раковица e на три пъти господар на Молдова и на два пъти на Влашко през първата половина на XVIII век. Основател на нова и местна династия − Раковица, причислявана към фанариотите. 
Михаил е тясно свързан със семейството на Кантакузино като зет на Константин Кантемир. Молдова му е предоставена от Ахмед III, но срещу непосилна вноска към османската хазна, което води до увеличение на данъчното облагане с нови фискални изисквания. Сменен е от Антиох Кантемир.
Възстановен като господар на Молдова в Яш при избухването на Австро-турска война (1716 – 1718). Призовава ногайската орда от Едисан на помощ срещу войската на Хабсбургската монархия. От Константинопол му е наредено да премине в Трансилвания с помощта на кримските татари за да помогне на Ференц II Ракоци в антихабсбургското му въстание. Кампанията му срещна ожесточена хабсбургска съпротива в Бистрица, а оттеглянето му е белязано от поредното хабсбургско нахлуване в Молдова, съчетано и от широкомащабното ограбване на болярски имения от ногайците (разрешено от Михаил като заплащане за участието им в битката). След инцидента е отстранен като молдовски господар по доклад до султана на неговия съперник Николаос Маврокордатос и е заменен от Григоре II Гика.
В резултат от въстанието на Патрона Халил става господар на Мунтения от Букурещ. 